# 狐毛
狐 毛（こ もう、生没年不詳）は、中国春秋時代の晋の政治家。狐突の子。狐偃の兄。文公に仕えて19年間に及ぶ放浪に付き従った。
狐毛は才気煥発な弟・狐偃に比べ温厚な性格で、鋭すぎる弟を抑える役回りであったという。狄の出身であったが、父・狐突によって弟とともに晋の公子重耳（文公）に仕えさせられ、以後、狐氏の兄弟は重耳の忠実な側近となった。
重耳が政変によって晋を追われると狄の狐氏の集落にかくまうが、父・狐突が晋に入朝して以来、狐氏は晋と繋がりが強く、狐氏の集落も重耳にとって安全といえなくなってきたため、重耳は僅かな従者たちと共に放浪の旅に出ることになった。
19年に及ぶ放浪の果てに晋に帰国し、重耳が文公となると、狐毛は弟・狐偃とともに取り立てられ、城濮の戦いでは弟とともに晋の上軍を率いて楚軍を相手に善戦した。